# Mike McIntyre
Douglas Carmichael McIntyre II, detto Mike (Lumberton, 6 agosto 1956), è un politico e avvocato statunitense, membro del Partito Democratico e deputato per la Carolina del Nord alla Camera dei Rappresentanti dal 1997 al 2015.

## Biografia
Allievo dell'Università della Carolina del Nord a Chapel Hill, McIntyre si laureò in legge ed esercitò per anni la professione di avvocato.
Approdò al Congresso nel 1997, quando il deputato in carica da ventiquattro anni Charlie Rose decise di andare in pensione. McIntyre venne sempre rieletto con facilità, eccetto che nel 2010, quando dovette affrontare la dura opposizione del repubblicano Ilario Pantano. McIntyre comunque riuscì a battere l'avversario con un buon margine di scarto. Nel 2014 annunciò il suo ritiro dalla Camera e lasciò il seggio a gennaio dell'anno seguente, dopo diciotto anni di servizio.
Durante la sua permanenza fu membro della Blue Dog Coalition e della New Democrat Coalition ed era giudicato un moderato-centrista. Le sue posizioni politiche oscillano spesso fra quelle dei repubblicani e quelle dei democratici; ad esempio fu uno dei democratici moderati che votarono contro la riforma del sistema sanitario statunitense proposta da Obama.